# Leuctra transsylvanica
Leuctra transsylvanica is een steenvlieg uit de familie naaldsteenvliegen (Leuctridae). De wetenschappelijke naam van de soort is voor het eerst geldig gepubliceerd in 1964 door Kis.